# حسيك ضيق الأوراق
حسيك ضيق الأوراق (الاسم العلمي:Arrhenatherum angustifolium) هو نوع نباتي يتبع جنس الحسيك من فصيلة النجيلية.